# Pandora (instrument)

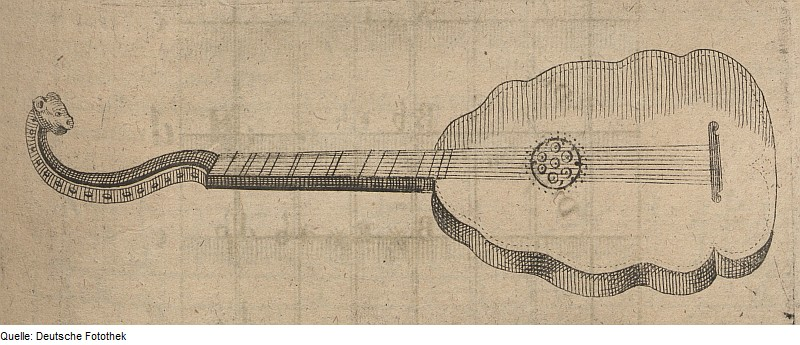
Pandora ur Utriusque cosmi av Robert Fludd.

Pandora är ett musikinstrument, en stor cister med rikt buktade sarger.
Pandoran är av engelskt ursprung och användes som generalbasinstrument under 1500-talet och in på 1600-talet. Ännu 1667 spelades pandora vid Hovkapellet i Berlin.